# Castello di Fulda
Il Castello di Fulda (in tedesco: Fuldaer Stadtschloss), detto anche Palazzo dei principi-abati di Fulda, è stato la residenza del vescovo e principe-abate dell'abbazia di Fulda dal 1714 al 1802.

## Storia

### L'antico castello di Fulda

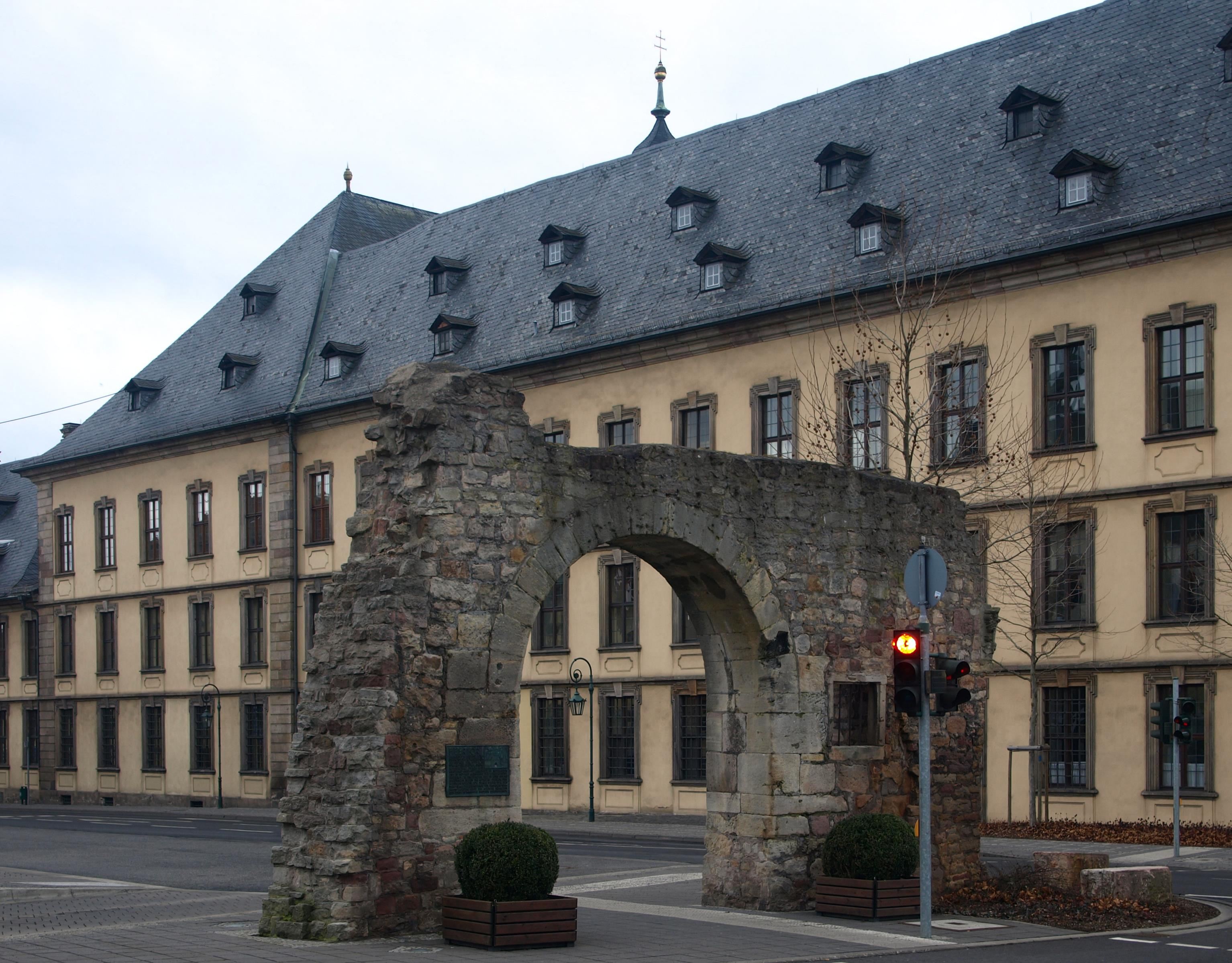
La Heertor, una delle antiche porte del castello medievale di Fulda.

Il primo edificio utilizzato dai principi-abati di Fulda come loro residenza e sede del loro comando era un castello cittadino posto nel centro di Fulda che viene menzionato per la prima volta come "castello nuovo" alla fine del regno del principe-abate Enrico V von Weilnau. L'epoca esatta della costruzione del castello non è nota e solo poche testimonianze consentono di trarre conclusioni sulla sua planimetria.
Da quello che raccontano i documenti dell'epoca, Enrico V colse l'occasione di una disputa col capitolo dell'abbazia sulla ridistribuzione delle entrate del monastero come un'opportunità ideale per ricostruire la sua residenza fuori dalle mura dell'abbazia. Il decano del monastero, che aveva già assunto molti dei compiti dell'abate all'interno del monastero, si trasferì nell'ex appartamento dell'abate nell'abbazia, sito sul punto dell'attuale cattedrale di Fulda. Enrico V scelse una posizione strategica per il suo nuovo castello, posto tra l'abbazia e la città, in un luogo sopraelevato così che risultasse più facile da difendere.
A seguito di scavi archeologici effettuati tra il 1979 ed il 1982 nell'odierno cortile del palazzo cittadino, si è scoperto che la parte sudoccidentale del castello medievale doveva sorgere proprio su parte dell'odierna struttura. Nel corso della campagna di scavi venne ritrovato il tracciato del fossato, dei muri di fondamenta e anche le tracce della torre sud di forma rotonda (probabilmente il mastio) con frammenti di merli e di un ponte levatoio. Il castello era connesso alla città tramite la cinta muraria dello spessore di 1,50 metri e di un'altezza di 7,50 m.
Una delle porte del castello all'interno della cinta muraria era nota come Heertor ed era posta a nordovest del complesso, dalla quale si poteva entrare direttamente al castello senza dover entrare prima all'interno della città e rappresentava un segno volontario di indipendenza del potere degli abati anche come signori temporali sulla città di Fulda. L'unica rappresentazione pittorica conosciuta di questo castello, una xilografia del 1550, mostra una vista della città da est ed in essa si può vedere anche il fianco nord-orientale del complesso del castello.

### La costruzione del palazzo

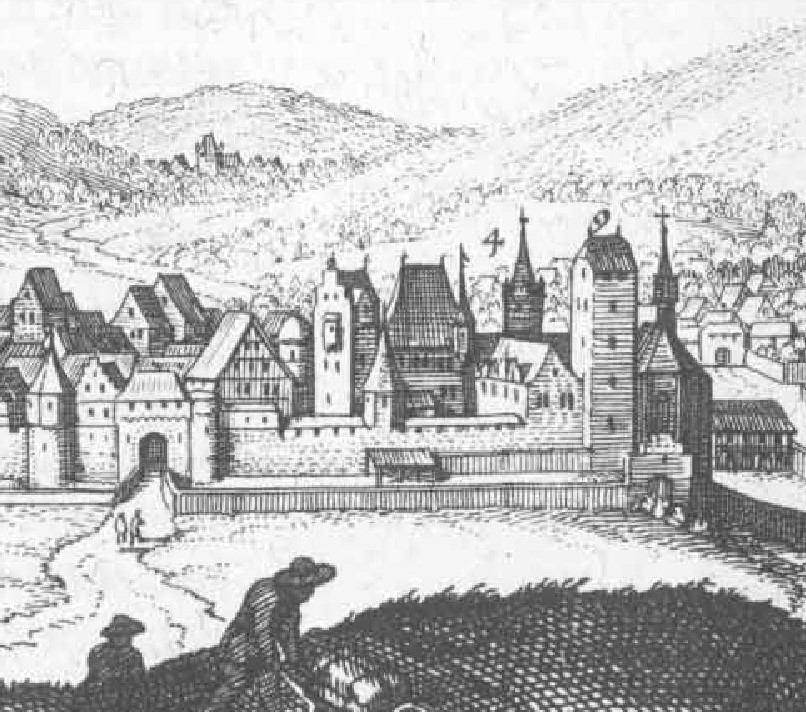
Il palazzo e la città di Fulda come apparivano in una stampa del 1655

Con la crescita ed il prestigio dell'abbazia nei secoli, a partire dal Seicento la struttura della fortezza medievale venne ingentilita sempre più con l'intento di farne un palazzo residenziale. Tra il 1607 ed il 1612 il castello venne completamente ricostruito aggiungendovi quattro ali e comprendendo anche alcuni degli edifici precedenti. 
Quando l'abate Bernhard Gustav von Baden-Durlach si insediò nel 1671 come principe-abate di Fulda, iniziò il progetto dell'ampliamento della sua residenza in loco, iniziando con la costruzione di una nuova ala a due piani sul lato ovest del complesso. Tuttavia, quest'ala venne completata solo tra il 1681 ed il 1683, quando l'abate Placidus von Droste portò a compimento il progetto.

### L'ampliamento barocco

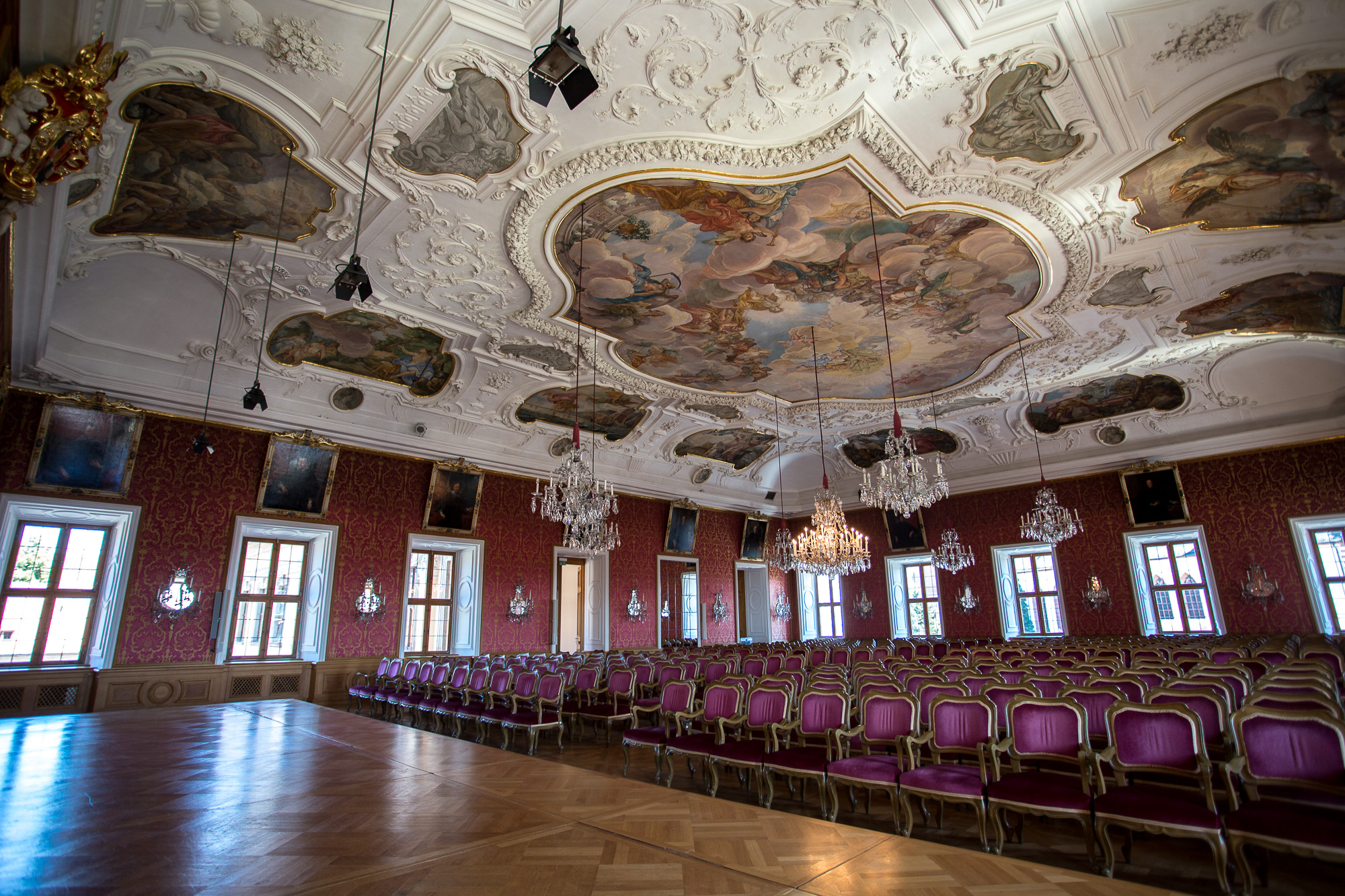
La Fürstensaal del palazzo, costruita nel XVIII secolo

Un'ulteriore espansione iniziò nel 1706 sotto il principe-abate Adalbert von Schleifras che incaricò l'architetto Johann Dientzenhofer di progettare un vero e proprio palazzo residenziale per lui e per i suoi successori. Secondo le fonti, Dientzenhofer era al primo progetto ma iniziò la posa della prima pietra il 26 marzo 1708 senza alcun timore. Al complesso composto da quattro ali e già presente, si aggiunse dunque una nuova ala. L'intero palazzo venne ricostruito in stile barocco per dare uniformità al progetto. Poiché Dientzenhofer tornò a Bamberga nel 1711, si può presumere che l'opera fosse in gran parte terminata a quel tempo. I lavori di ristrutturazione dell'ala centrale e dell'ala nord vennero completati definitivamente nel 1713. I lavori interni continuarono invece sino alla fine del 1714. Quest'ultima parte dell'opera venne portata avanti da Hans Georg Mainwolff, capomastro di Dientzenhofer. La morte dell'abate nel 1714 provocò un'interruzione di quattro anni nella costruzione. L'opera fu completata infine nel 1719 e nel 1720 iniziò la decorazione delle sale interne ad opera dello stuccatore Andreas Schwarzmann e del pittore Johann Melchior Steidel che operarono in particolare nella Fürstensaal, la grande sala da ballo del principe-abate che include parte di un analogo ambiente già presente nel palazzo precedente. 

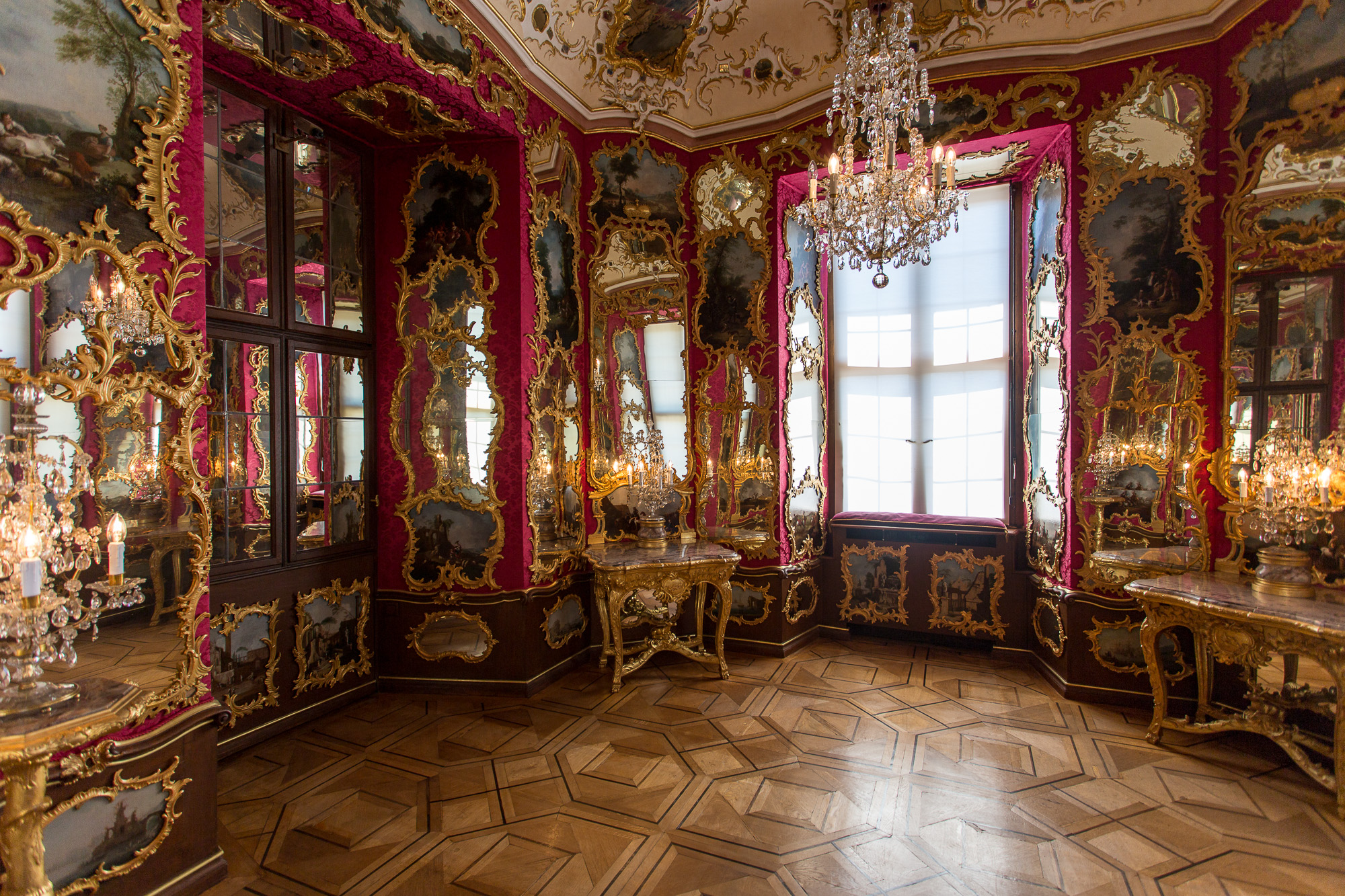
La Sala degli Specchi, di stile rococò.

Con la realizzazione dei giardini venne fatta costruire anche un'orangerie dove, annualmente, veniva imbottigliato il vino proveniente dalla grande tenuta viticola del castello di Johannisberg, sempre di proprietà dell'abbazia di Fulda.
L'edificio barocco è rimasto in gran parte intatto sino ai nostri giorni. Quando l'elettore Guglielmo I d'Assia-Kassel assunse il controllo del principato nel 1817, fece ricostruire dall'anno successivo le ali verso il giardino in stile neoclassico ad opera dell'architetto Johann Conrad Bromeis che predispose all'interno del palazzo anche alcune stanze in stile impero. Il principe utilizzò il palazzo come una delle proprie residenze.
Oggi il palazzo accoglie il municipio della città di Fulda ed è aperto al pubblico come pure gli splendidi giardini barocchi che fungono da parco cittadino.